# Auvernaux
Auvernaux is een gemeente in het Franse departement Essonne (regio Île-de-France) en telt 257 inwoners (1999). De plaats maakt deel uit van het arrondissement Évry.

## Geografie
De oppervlakte van Auvernaux bedraagt 6,6 km², de bevolkingsdichtheid is 38,9 inwoners per km².
De onderstaande kaart toont de ligging van Auvernaux met de belangrijkste infrastructuur en aangrenzende gemeenten.

## Demografie
Onderstaande figuur toont het verloop van het inwonertal (bron: INSEE-tellingen).